# Bernard Bouveresse
« Abbé Bouveresse » redirige ici. Pour les autres significations, voir Abbé Bouveresse (homonymie).
Pour les articles homonymes, voir Bouveresse.
 (avril 2011).
Si vous disposez d'ouvrages ou d'articles de référence ou si vous connaissez des sites web de qualité traitant du thème abordé ici, merci de compléter l'article en donnant les références utiles à sa vérifiabilité et en les liant à la section « Notes et références ».
Bernard Marie Joseph Bouveresse, dit également l'abbé Bouveresse, né le 8 décembre 1910 à Épenoy dans le Doubs et mort le 18 mars 1995 dans le 13ème arrondissement de Paris, est un prêtre catholique originaire de Franche-Comté, et un résistant pendant la Seconde Guerre mondiale.

## Biographie

### Résistance
Pendant la seconde guerre mondiale, l'abbé Bouveresse était curé de Montureux-les-Baulay près de Port-d’Atelier. 
Il fut l'un des membres du réseau du Colonel Fabien : quand celui-ci se rendit en Franche-Comté pour y monter l'un des premiers maquis Francs-tireurs et partisans, dont l'abbé Bouveresse fut un membre actif, ce dernier cachait Fabien chez lui et lui prêtait une soutane et son bréviaire lorsqu'il avait besoin de se rendre à Paris.

### Après-guerre
Du fait qu'il avait participé activement et héroïquement à un réseau de résistants communistes, l'abbé Bouveresse fut après la guerre déplacé de son archidiocèse d'origine (Besançon) par une autorité épiscopale encore inféodée à l'esprit de la Collaboration et envoyé dans l'archidiocèse de Paris, où il fut tout d'abord prêtre à la paroisse St Léon dans le (15e arrondissement). Il fut ensuite nommé vicaire la basilique Sainte-Clotilde dans le (7e arrondissement), poste qu'il occupa jusqu'à sa retraite (ne pouvant en devenir curé car n'étant pas incardiné dans le diocèse de Paris mais dans celui de Besançon), qu'il passa à Paris. Il fut cependant enterré dans son village natal.

### Famille
Le philosophe Jacques Bouveresse, professeur émérite au Collège de France (chaire de philosophie du langage et de la connaissance), est le neveu de l'Abbé Bouveresse.
L'Abbé Alfred Bouveresse, historien régional et prêtre franc-comtois, était l'un de ses cousins.